# Avinguda del Paral·lel
L'avinguda del Paral·lel és un carrer de la ciutat de Barcelona, que va des de les Drassanes Reials de Barcelona a la plaça d'Espanya. El Paral·lel va ser un indret d'oci i d'espectacles que va existir des de finals del segle xix i fins ben entrats la dècada de 1970. En un tros de carrer no superior als 2200 metres de llargada per uns 50 metres d'amplada s'hi van arribar a concentrar infinitat de teatres, cabarets i altres sales d'espectacles. El Paral·lel barceloní va ser equivalent en importància a la que va tenir el Montmartre de París. Avui dia, vindria a ser semblant al West End londinenc o al Broadway novaiorquès.
El 2012 es feu una exposició al CCCB que aglutinà la història i tot l'entorn social i cultural de l'avinguda, des de la seva relació amb els sectors més marginals de la societat, habitants dels barris als quals l'avinguda feia de frontera, com els diferents gèneres escènics que hi tenen lloc i que marquen les tendències i gustos del públic que entre 1894 i 1939 recorrien també els escenaris d'arreu d'Europa, i sobretot el sempre referent de París.

## Etimologia
El traçat de l'avinguda coincideix amb el d'un paral·lel terrestre: el paral·lel 41° 22′ 30″, nord; d'aquí el seu nom. Separa el barri del Poble-sec (districte de Sants-Montjuïc) situat al sud de l'avinguda, dels barris del Raval (districte de Ciutat Vella) i de Sant Antoni (districte de l'Eixample) situats al nord de l'avinguda. 	
Per la seva obertura, inaugurada oficialment el 8 d'octubre de 1894 fou necessari l'enderroc del baluard del Rei, al costat de les Drassanes Reials de Barcelona.
Va tenir diversos noms, però sempre va ser coneguda com a Paral·lel:
- 1874 - 1932: avinguda del Marquès del Duero
- 1932 - 1939: avinguda de Francesc Layret
- 1939 - 1979: avinguda del Marquès del Duero
- des del 1979: avinguda del Paral·lel.

## Història
Entre les acaballes del segle xix i l'inici del segle xx, van sorgir noves zones d'activitat teatral en el mapa barceloní. Al centre de la ciutat, en teatres com ara el Tívoli (1919) i el Teatre Novetats, s'hi coïa una comèdia dramàtica de costums burgesos que no acabava de quallar amb el públic popular, i era al Paral·lel on es desfermava l'entusiasme amb la concurrència d'espectadors i els gèneres que es representaven en nombrosos teatres.
El Paral·lel s'uneix al centre de la ciutat a través de dues vies importants: la ronda de Sant Antoni, en direcció a l'Eixample de Barcelona, i el carrer Nou de la Rambla, en direcció a la Ciutat Vella de Barcelona. Precisament aquesta part baixa de la Rambla va esdevenir una mena d'avantsala de la vida nocturna que al principi del segle XX amenitzava la zona. De primer s'hi van establir music-halls, cabarets i barraques que més endavant es convertirien en locals per alternar representacions teatrals amb tota mena de varietats. L'àmplia gamma de gèneres teatrals que s'hi oferien incloïa la pantomima, el melodrama (iniciat al Gran Teatre Espanyol l'any 1907), la sarsuela i l'opereta (amb molta presència al Teatre Victòria), el vodevil (ja representat als teatres del passeig de Gràcia durant el vuit-cents), el sainet i la revista (el moment més àlgid de la qual es va produir durant els anys vint). De forma ben espontània, el Paral·lel es va convertir en una mena de Montmartre a la barcelonina i, fins i tot, va arribar a disposar d'un edifici molt semblant a l'emblemàtic Moulin Rouge d'aquell indret parisenc: El Molino.
El Paral·lel va tenir més d'una desena de teatres i la gran activitat de la zona i l'immens volum de gent, de procedència ben diversa, que aplegava es van mantenir intactes en moments en els quals el centre de la ciutat anava a la baixa. Després del vodevil i el cuplet, dos gèneres d'importació francesa, als anys trenta també es van importar i imitar drames espanyols de l'època, que van omplir escenaris del centre de la ciutat com els del Teatre Tívoli i el Poliorama, que aleshores era conegut com a Teatre Comèdia.
El que succeeix al Paral·lel des de finals del segle xix fins al 22 de gener de 1939 -data en què tanquen tots els teatres de Barcelona, acabada la guerra- és similar al Montmartre de París o al Broadway de Nova York, però cal remarcar que és un cas únic al món. A diferència d'aquests i altres exemples internacionals, el Paral·lel és un àmbit d'hegemonia popular que des del seu naixement va esdevenir una expressió cultural genuïna del conflicte social i polític que caracteritzava la Barcelona de la primera meitat del segle XX i va generar uns espectacles de continguts i formats perfectament diferenciats, confegits pel públic i pels artistes.

### Sales d'espectacles i lleure
Teatres

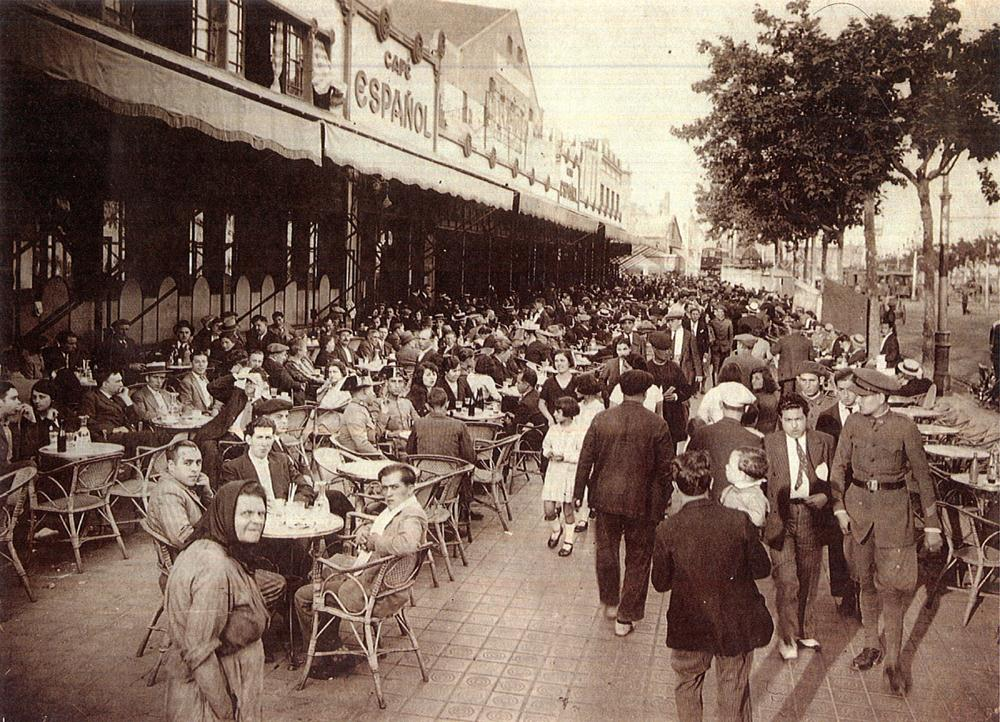
La terrassa del Café Español cap al 1910.

- Gran Teatre Espanyol, desaparegut, després d'haver estat discoteca (Studio 54) (1892-1980).
- Teatre Arnau, tancat, però encara dempeus (1894-2004).
- Teatre Olímpia, Paral·lel, desaparegut (1900-1909).
- Teatre Talia, desaparegut (1900-1988).
- Teatre Apol·lo, en funcionament, en un edifici nou (1901-).
- Teatre Nou, desaparegut, després de ser cinema (el Nuevo Cinerama)(1901-1988).
- Teatre Condal, en funcionament, en una sala nova (1903-).
- Teatre Victòria, en funcionament, en una sala nova (1905-).
- Teatre Còmic, desaparegut (1905-1962).
- Teatre Circ Olympia, Ronda de Sant Pau, desaparegut (1924-1947).
- Teatre Espanya, a l'altre extrem de l'avinguda, tocant la Plaça d'Espanya, funcionà entre 1909 i 1925.

Music-halls
- El Molino, (1989-1997), reinaugurat el 18 d'octubre de 2010 amb l'espectacle, de dimecres a diumenge, "Made in Paral·lel". Dimarts programació de flamenc.
- Pompeia, desaparegut (1900-195-).
- Bataclan, desaparegut (ca. 1902-1942).

Cafès
- Bar Chicago[7]
- Gran Cafè Espanyol[8]
- Bar Rosales[9]
- Deportivo Bar

Sales de ball
- El Tropezón
- Sala Apolo

## Gèneres teatrals al Paral·lel

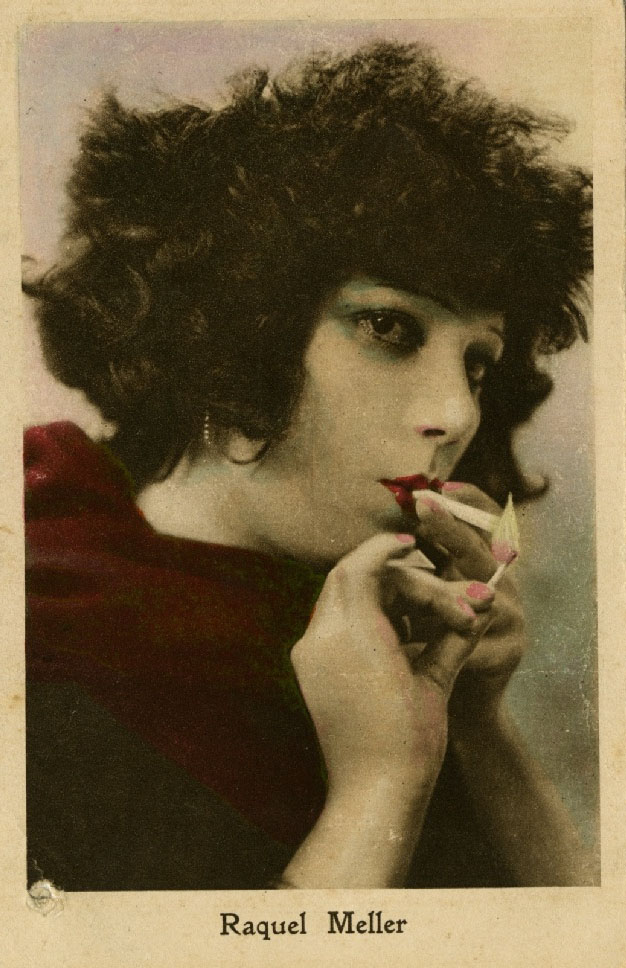
Postal de la cupletista Raquel Meller encenent una cigarreta.

Al Paral·lel hi van tenir cabuda diferents gèneres teatrals dins la gran varietat de sales, fires, cafès, etc. De tal manera que podríem parlar del poder del públic, que solia ser molt variat però sobretot popular, envers el seu gust fer canviar les propostes que al Paral·lel s'hi exhibien. En origen va ser una zona fronterera on es trobaren cultures com la gitana que ja difonia el cant i el ball flamenc. Però a part del més estrictament popular, el primer gènere que va destacar al Paral·lel va ser el mim, la pantomima, que sobretot amb Enric Adams o els germans Onofri van aconseguir la seva màxima popularitat, just amb la popularitat del primer cinema (mut).
El circ també era un dels espectacles que estava present al Paral·lel, però no va tenir gran popularitat. Tot i que hi havia lloc per molts números i fires a part del Circo Espanyol Model i el Teatre Circ Olympia com edificis fixos per al gènere.
El vodevil, que arriba a Barcelona des de companyies italianes i franceses a finals del s.XIX, que situa escenes quotidianes i situaiones humorístiques en un entrar i sortir d'actors. Al Paral·lel va obtenir gran popularitat amb Elena Jordi (Montserrat Casals) i Josep Santpere, que van ser principals impulsors a "nacionalitzar" el vodevil i així arribar a un públic més popular.
Altres gèneres més seriosos també van tenir lloc al Paral·lel, com el melodrama, el drama social o el teatre polític, gèneres sense mitges tintes que ressalten postures extremes. També la fundació del drama català amb figures com Àngel Guimerà o Santiago Rusiñol, qui va triomfar amb l'estrena de "L'Auca del senyor Esteve" al Teatre Victòria del Paral·lel.
Sens dubte un dels gèneres més populars al Paral·lel van ser els números de revista i espectacles de varietats, amb promotors com Joaquim Montero, el cosmopolitisme posterior a la Gran Guerra influeix en el teatre musical de varietats, que remuntarà en els anys vint gràcies a l'impuls de Manuel Sugrañes. Sense cap argument, els espectacles seguien l'exemple parisenc de crear números tancats inconnexos entre si.
També la Sarsuela entre els anys vint i trenta va tenir el seu espai al Paral·lel, encara que en els teatres burgesos espanyols ja es trobava en franca decadència al Paral·lel va agafar identitat pròpia, molt propera a l'opereta centreeuropea. Van destacar l'autor Rafael Martínez-Valls i els intèrprets Pablo Gorgé, Matias Ferret i Parera, Marcos Redondo o Emili Vendrell.
El teatre realista va ser potser el gènere més cru, que volia reflectir l'ambient dels mateixos carrers que es trobaven al voltant del mateix Paral·lel: la prostitució, la drogoaddicció, la misèria de la pobresa i l'explotació infantil són alguns exemples de la dura i propera realitat que exposaven aquestes obres. Un dels més destacats autors va ser Josep Amich i Bert "Amichatis", que conjuntament amb Gastó Màntua, van crear Baixant de la font del gat o La Marieta de l'ull viu, amb una certa ambientació històrica però amb un apropament al Drama realista que forma part de la memòria col·lectiva per la popular cançó.
També, va ser molt important en l'entorn de petits teatres i cafès el cuplet, cançons cantades sobretot per dones, que sortien de la prostitució canviant el carrer pels escenaris convertides en actrius sentimentals. Es trobaven a mig camí entre la cançó, la dansa i el comportament escènic amb un cert erotisme, convertint dones anònimes en grans protagonistes de revistes de gènere psicalíptic.